# Rahid Əmirquliyev
Rahid Ələkbər oğlu Əmirquliyev (Baku, 1º settembre 1989) è un calciatore azero, centrocampista svincolato.

## Palmarès

### Club

#### Competizioni nazionali
- Campionato azero: 1

Xəzər-Lənkəran: 2006-2007
- Coppa d'Azerbaigian: 4

Xəzər-Lənkəran: 2006-2007, 2007-2008, 2010-2011
Qarabag: 2016-2017
- Supercoppa d'Azerbaigian: 1

Xəzər-Lənkəran: 2013

#### Competizioni internazionali
- Coppa dei Campioni della CSI: 1

Xəzər-Lənkəran: 2008